# Маний Ацилий Фаустин
Маний Ацилий Фаустин (лат. Manius Acilius Faustinus) — римский политический деятель и сенатор первой половины III века.

## Биография
Фаустин происходил из рода Ацилиев. Его отцом был консул 186 года Маний Ацилий Глабрион. В 210 году он занимал должность ординарного консула вместе с Авлом Триарием Руфином. Больше о его карьере нет никаких сведений.
У Фаустина было двое детей: Ацилия Манлиола и Клавдий Ацилий Клеобол. Возможно, его потомком был консул 256 года Марк Ацилий Глабрион.